# Irina Kalimbet
Iryna Volodymyrivna Kalimbet (ukrainska: Ірина Володимирівна Калімбет), född den 29 februari 1968 i Kiev i Ukrainska SSR, Sovjetunionen, är en sovjetisk roddare.
Hon tog OS-silver i scullerfyra i samband med de olympiska roddtävlingarna 1988 i Seoul.